# Episodi di Pretty Little Liars (terza stagione)
La terza stagione della serie televisiva Pretty Little Liars, composta da 24 episodi, è stata trasmessa dal 5 giugno 2012 al 19 marzo 2013 sul canale statunitense ABC Family.
In Italia i primi 12 episodi della stagione sono stati trasmessi dall'8 novembre 2012 al 3 gennaio 2013 su Mya, canale pay della piattaforma Mediaset Premium. I restanti episodi vengono invece trasmessi dal 21 marzo al 6 giugno 2013.
In chiaro viene trasmessa dal 14 agosto al 13 settembre 2013 su Italia 1.
All'inizio di questa stagione entrano nel cast principale Tyler Blackburn e Janel Parrish nei ruoli di Caleb Rivers e di Mona Vanderwall, dopo i loro ruoli ricorrenti nelle prime due stagioni. Al termine di questa stagione, tuttavia, escono dal cast principale Holly Marie Combs e Chad Lowe.
Gli antagonisti di questa stagione sono Big -A, nuovo stalker che prende di mira le ragazze fino alla sesta stagione basandosi sul lavoro svolto dalla prima -A, e Cappotto Rosso/Red Coat.
| nº | Titolo originale                        | Titolo italiano                        | Prima TV USA     | Prima TV Italia  |
| -- | --------------------------------------- | -------------------------------------- | ---------------- | ---------------- |
| 1  | It Happened That Night                  | Accadde quella notte                   | 5 giugno 2012    | 8 novembre 2012  |
| 2  | Blood Is the New Black                  | Di moda il rosso sangue                | 12 giugno 2012   | 8 novembre 2012  |
| 3  | Kingdom of the Blind                    | Il regno dei ciechi                    | 19 giugno 2012   | 15 novembre 2012 |
| 4  | Birds of a Feather                      | Due uccellini con le stesse piume      | 26 giugno 2012   | 15 novembre 2012 |
| 5  | That Girl Is Poison                     | Quella ragazza è veleno                | 10 luglio 2012   | 22 novembre 2012 |
| 6  | The Remains Of The A                    | Quel che resta di "A"                  | 17 luglio 2012   | 22 novembre 2012 |
| 7  | CrAzy                                   | Pazza                                  | 24 luglio 2012   | 29 novembre 2012 |
| 8  | Stolen Kisses                           | Baci rubati                            | 31 luglio 2012   | 6 dicembre 2012  |
| 9  | The Kahn Game                           | Il gioco di Kahn                       | 7 agosto 2012    | 13 dicembre 2012 |
| 10 | What Lies Beneath                       | Cosa c'è sotto                         | 14 agosto 2012   | 20 dicembre 2012 |
| 11 | Single Fright Female                    | Una single da paura                    | 21 agosto 2012   | 27 dicembre 2012 |
| 12 | The Lady Killer                         | La signora omicidi                     | 28 agosto 2012   | 3 gennaio 2013   |
| 13 | This Is a Dark Ride                     | Il treno per Halloween                 | 23 ottobre 2012  | 21 marzo 2013    |
| 14 | She's Better Now                        | Ora lei sta meglio                     | 8 gennaio 2013   | 28 marzo 2013    |
| 15 | Mona-Mania!                             | Mona-Mania                             | 15 gennaio 2013  | 4 aprile 2013    |
| 16 | Misery Loves Company                    | Le disgrazie non vengono mai sole      | 22 gennaio 2013  | 11 aprile 2013   |
| 17 | Out Of The Frying Pan, Into The Inferno | Dalla padella all'Inferno              | 29 gennaio 2013  | 18 aprile 2013   |
| 18 | Dead To Me                              | Chi è amato non conosce morte          | 5 febbraio 2013  | 25 aprile 2013   |
| 19 | What Becomes of the Broken-Hearted      | Che fine fanno i cuori infranti?       | 12 febbraio 2013 | 2 maggio 2013    |
| 20 | Hot Water                               | Acqua bollente                         | 19 febbraio 2013 | 9 maggio 2013    |
| 21 | Out of Sight, Out of Mind               | Lontano dagli occhi, lontano dal cuore | 26 febbraio 2013 | 16 maggio 2013   |
| 22 | Will the Circle Be Unbroken?            | Il cerchio si spezzerà?                | 5 marzo 2013     | 23 maggio 2013   |
| 23 | I'm Your Puppet                         | Sono il tuo burattino                  | 12 marzo 2013    | 30 maggio 2013   |
| 24 | A Dangerous GAme                        | Un gioco pericoloso                    | 19 marzo 2013    | 6 giugno 2013    |

## Accadde quella notte
- Titolo originale: It Happened That Night
- Diretto da: Ron Lagomarsino
- Scritto da: I. Marlene King

### Trama
Cinque mesi dopo aver smascherato Mona, Emily torna a Rosewood dopo aver passato l'intera estate ad Haiti per fare del volontariato.
Le quattro ragazze, ora riunitesi, si ritrovano a brindare alla fine dell'estate, ma Emily, ancora sconvolta per la morte di Maya, finisce per ubriacarsi pesantemente. Aria si sveglia in piena notte e apprende da Spencer che Emily è sparita ma, poco dopo, le quattro amiche si ritrovano insieme di fronte alla tomba di Alison che, profanata, mostra una bara vuota. Sentendo dei rumori, le Liars scappano e decidono di nascondere tutte le prove che le potrebbero ricollegare a quel luogo, inventando poi, il giorno seguente, una storia che le colloca lontane dalla città, precisamente alla casa sul lago di Spencer.
Intanto Aria, supportata dalla madre, che ha appena divorziato dal marito, continua la sua storia con Ezra, che sembra andare per il meglio.
Hanna, andando sempre più d'accordo con Caleb, dice alle ragazze che sta prendendo parte a delle sedute con la dottoressa Sullivan per ricevere supporto dopo tutta la storia di A ma, in realtà, si sta recando, sempre più spesso, al manicomio Radley, per andare a trovare Mona, la quale, però, sembra non reagire alle continue visite dell’ex amica. Durante una di queste visite, Hanna incontra Wren, che ora lavora al manicomio, il quale è sinceramente sorpreso di vederla lì. Qualche giorno dopo, Wren la informa che, a quanto pare, le sue visite stanno aiutando Mona. Felice per la notizia, Hanna torna da lei e sembra che Mona le accenni un piccolo sorriso ma, in realtà, la ragazza non sta affatto guardando la sua ex amica, bensì si immagina Alison presente nella stanza.
Spencer, felice con Toby, riceve delle chiamate da un numero anonimo, che però continua a rifiutare. Rimasta sola, la ragazza decide di tornare nella stanza d'albergo/covo di A, al momento vuota, dove riceve un'altra chiamata che, questa volta, accetta. Poco dopo, Spencer si reca in prigione: al telefono era Garrett. Il ragazzo vuole parlare con lei e dirle tutta quanta la verità, ma Spencer non gli crede e fa per andarsene. Garrett, allora, poco prima di essere portato via dalle guardie penitenziarie, le dice di sapere chi ha dissotterrato il corpo di Ali.
L'indomani, Emily, mentre sta facendo jogging, vede una macchina parcheggiata lungo la strada che le ricorda qualcosa della sera in cui si è ritrovata al cimitero ubriaca e, subito dopo, riceve un messaggio proveniente proprio da quell'auto. Sconvolta, si reca dalle amiche che la stavano aspettando e racconta loro quanto successo. In un momento di sincerità, Hanna confessa loro di andare a trovare Mona al Radley e, successivamente, Spencer decide di portare le ragazze nella stanza d'albergo che era appartenuta ad A. Qui, insieme ad Aria e Hanna, Spencer decide di raccontare finalmente la verità a Emily: il giorno seguente all'arresto di Mona, tutte le prove e gli oggetti contenuti in quella camera scomparvero e ciò fece pensare loro che la Vanderwaal non lavorasse sola, bensì aiutata da qualcuno, magari proprio dalla ragazza vestita da Cigno Nero presente al ballo in maschera. Improvvisamente, la macchina di Spencer comincia a suonare e così le ragazze escono a controllare cosa sia successo: l'auto è aperta e, al suo interno, vi sono centinaia di foto delle ragazze ritratte di fronte alla tomba profanata di Alison. Sconvolte, le quattro amiche ricevono l'ennesimo messaggio da parte di A: la loro tortura non è ancora finita.
- Guest star: Julian Morris (Wren Kingstone), Keegan Allen (Toby Cavanaugh), Lesley Fera (Veronica Hastings), Yani Gellman (Garrett Reynolds), Brendan Robinson (Lucas Gottesman), Nia Peeples (Pam Fields).
- Ascolti USA: telespettatori 2 932 001[1]

## Di moda il rosso sangue
- Titolo originale: Blood Is the New Black
- Diretto da: Norman Buckley
- Scritto da: Oliver Goldstick

### Trama
Le ragazze si trovano tutte in aula quando Emily, aprendo il suo zaino, vi trova dentro una collana fatta di denti, con sopra scritto "le ragazze morte non sorridono". Sconvolta, Emily corre in bagno seguita dalle amiche e, dopo una discussione, la collana cade loro nel water.
Hanna, continuando a mentire a Caleb, torna da Mona, dove però dà di matto, finendo per essere portata fuori da Wren, il quale, raccontandole di una sua vicenda molto personale, riesce a farla calmare e a farla ragionare.
Spencer torna in prigione da Garrett, il quale, ancora una volta, non le dice niente di concreto, ma lascia in lei solo tanti dubbi. Una volta tornata a casa, la ragazza deve fare i conti con sua madre che, avendo scoperto delle sue visite in carcere, le proibisce di tornarci.
Aria, tra i corridoi della scuola, vede passare Meredith, la ragazza che, anni prima, aveva avuto una storia con suo padre. Sconvolta, si sfoga con Ezra, il quale, intanto, viene costretto dalla sua ragazza ad aiutare Emily per superare il test di recupero in letteratura.
L'indomani, le Liars si ritrovano nei corridoi di scuola quando Aria, aprendo il suo armadietto, vi trova dentro un orecchino. Tornando con la mente a due anni prima, Aria racconta alle amiche di come, insieme ad Alison, distrusse l'ufficio di suo padre, dopo aver scoperto della sua relazione segreta con Meredith, e di aver trovato, alla fine, quegli orecchini sul divano dell’ufficio. La cosa che più sconvolge Aria, però, è che lei aveva messo quegli orecchini nella bara di Ali, il giorno del suo funerale. Tornata a casa, Aria riceve un messaggio di A che le impone di confessare tutto a suo padre. Per assecondare lo stalker, Aria decide di incontrare Meredith e, oltre a scoprire che la ragazza si vedrà a breve con Byron, viene informata che quegli orecchini non sono suoi.
Hanna si reca nuovamente da Mona, mentre Caleb, che ha deciso di accompagnarla, l’aspetta fuori. Wren, vedendo il ragazzo, si avvicina a lui e, parlando con il giovane medico, Caleb capisce che è parecchio tempo che Hanna va a far visita a Mona e che, quindi, gli ha sempre mentito. Nella stanza del manicomio, intanto, Hanna cerca di parlare con l'ex amica, che finalmente le risponde, facendo riferimento ai messaggi che il nuovo A sta inviando alle ragazze. Costretta ad andarsene, Hanna non si accorge che Mona le ha sottratto le pinzette per le sopracciglia, con le quali, successivamente, si buca un dito.
Spencer, disobbedendo alla madre, torna da Garrett ma, una volta arrivata, scopre che proprio Veronica ha deciso di fargli da avvocato e, una volta trovatasi di fronte al ragazzo, quest'ultimo non le dice una parola.
Emily svolge il test di recupero di letteratura, ma un improvviso movimento le fa ricordare cosa successe quella fatidica sera: alla guida della misteriosa auto, sulla quale si era ritrovata ubriaca, c'era Jenna. Sconvolta, la ragazza non riesce a finire tutto il test. Durante la correzione, però, Ella decide di completare il test di Emily al suo posto, comunicando poi a Ezra, il quale l’aveva aiutata a studiare, che la ragazza lo ha svolto bene. Le Liars si rifugiano nel bagno della scuola per parlare di quanto scoperto da Emily ma, proprio in quel momento, entra Jenna. Grazie a un piano di Spencer, le quattro amiche scoprono che la ragazza è in grado di vedere nuovamente.
Intanto, una misteriosa figura che indossa un cappotto rosso sta comprando, in un negozio di vestiti, alcune giacche con cappucci, guanti e scarpe nere, come quelle indossate sempre da A, in gran quantità.
- Guest star: Julian Morris (Wren Kingston), Keegan Allen (Toby Cavanaugh), Lesley Fera (Veronica Hastings), Yani Gellman (Garrett Reynolds), Amanda Schull (Meredith Sorenson), Tammin Sursok (Jenna Cavanaugh).
- Ascolti USA: telespettatori 2 663 000[2]

## Il regno dei ciechi
- Titolo originale: Kingdom of the Blind
- Diretto da: Chad Lowe
- Scritto da: Joseph Dougherty

### Trama
Notando lo strano comportamento di Lucas, Hanna prova a parlarci, ma non riesce a capire cosa stia accadendo all'ormai ex amico. Preoccupata, manda Caleb a parlare con lui ma, proprio come lei, anche Caleb non riesce a capire perché Lucas si comporti così. Preoccupato di più per Hanna che per Lucas, Caleb cerca di convincerla a non andare più da Mona ma, nonostante le parole del ragazzo, Hanna si reca comunque al manicomio, dove apprende che Mona ha ripreso a parlare e sembra quasi essere tornata quella di un tempo. Alla fine, lasciando Hanna di stucco, Mona le parla addirittura di Alison, chiedendole se siano state ritrovate tutte le sue parti del corpo.  Uscendo dalla stanza dell’ex amica, Hanna vede Lucas entrare da Mona, quindi decide di aspettarlo. Una volta incontrato il ragazzo fuori dall'edificio, Lucas, trovandosi di fronte sia Hanna che Caleb, ha una brutta reazione. Caleb, più avanti, si recherà egli stesso da Mona, ma la ragazza fingerà una crisi isterica e Caleb verrà costretto da alcune infermiere ad andarsene.
Spencer, dopo aver detto alle amiche che sua madre difenderà Garrett, cerca di parlarne con la sorella, ma Melissa sembra non voler avere più nessun tipo di rapporto con lei. Insospettita dal comportamento della sorella, Spencer decide di investigare per conto suo, scoprendo così che, nelle date indicate sul calendario da Melissa, la donna non era ricoverata alla clinica per l’aborto, come le aveva invece detto, e che Veronica andò a trovarla in un albergo.
Aria, d'accordo con le sue amiche, decide di avvicinarsi a Jenna e di suonare con lei. Successivamente, a casa della ragazza cieca, Aria scopre di un appuntamento di Jenna per il giorno dopo. L'indomani, Hanna pedina Jenna insieme ad Aria, mentre Emily decide di presentarsi con Ella di fronte al vicepreside, per via della storia del test completato dalla donna; entrambe rimangono sorprese quando scoprono che Ezra ha già sistemato tutta la faccenda. Hanna e Aria, intanto, sconvolte, vedono Jenna guidare e, raggiunte da Spencer ed Emily, decidono di concludere una volta per tutte quella storia: Hanna si piazza di fronte alla macchina di Jenna e così la ragazza, messa alle strette, si trova costretta a confessar loro di aver mentito riguardo alla sua vista per proteggersi da qualcuno che la minacciava, però lei non sa chi sia. Tornata a casa, Spencer ha un duro confronto con la madre, durante il quale le chiede quando realmente Melissa abbia abortito ma, di contro, la donna non le risponde.
Emily incontra Ezra per chiarirgli di non voler più essere vista come "la povera Emily" e, per farle capire che nessuno vuole farla sentire così, il giovane professore le fa ripetere il test di recupero lì di fronte a lui.
Intanto A, versandosi da bere, continua a fabbricare collane con denti e lettere, mentre apre una sacca funebre contenente un corpo.
- Guest star: Torrey DeVitto (Melissa Hastings), Lesley Fera (Veronica Hastings), Brendan Robinson (Lucas Gottesman), Tammin Sursok (Jenna Cavanaugh).
- Ascolti USA: telespettatori 2 440 000[3]

## Due uccellini con le stesse piume
- Titolo originale: Birds of a Feather
- Diretto da: Roger Kumble
- Scritto da: Michael J. Cinquemani e Jonell Lennon

### Trama
Le ragazze stanno pranzando fuori con Veronica e Melissa quando, rimaste sole, cominciano a pensare che, molto probabilmente, Melissa potrebbe essere il Cigno Nero. Mentre stanno vagliando le varie opzioni, entra nel locale Jason che, su tutte le furie, attacca pubblicamente Veronica. Vedendo il fratellastro in quello stato, Spencer lo segue fuori dal ristorante e scopre così che il ragazzo ha deciso di cercare da sé informazioni sulla morte di Alison, ovviamente su dovuta ricompensa.
Hanna, per continuare le sue ricerche, torna da Mona, ma scopre che non sono più permesse visite alla ragazza. Parlandone con Caleb, scopre che la causa del divieto di visita è proprio lui che, deluso dal comportamento della sua ragazza, se ne va arrabbiato. Successivamente, parlando con Aria, Hanna comincia a pensare di raccontare tutta la verità sul nuovo stalker a Caleb e, nel frattempo, decide di aiutare l'amica a trovare un partner per la madre tramite un sito di appuntamenti online.
Emily cerca di andare avanti iniziando a lavorare in una caffetteria, il Brew, dove riceve la visita di Nate St.Germain, cugino di Maya, giunto in città per andare al college e conoscere proprio lei. Dopo averle parlato, però, Nate capisce che la vita a Rosewood, per lui, è troppo dura, quindi decide di andarsene.
Hanna decide di tornare da Mona, al Radley, per intrufolarsi di nascosto nella sua stanza ma, una volta arrivata, scopre che Wilden sta interrogando la ragazza. Parlando con Wren, Hanna cerca di capire cosa stia succedendo, ma nemmeno l'amico sa come mai il detective abbia voluto parlare proprio con Mona. Per cercare di scoprire la verità, Hanna, Aria ed Emily entrano nella nuova casa di Melissa a Philadelphia dove, dopo un piccolo contrattempo, trovano delle piume corrispondenti al vestito del Cigno Nero. Sconvolta da quanto scoperto dalle amiche, Spencer decide di parlare con la sorella maggiore, la quale, messa alle strette, confessa di aver abortito subito dopo la morte di Ian e di essersi mascherata da Cigno Nero sotto minaccia di qualcuno di misterioso, che le aveva anche detto di intrattenere Jenna al ballo. Hanna si fa coraggio e decide di voler raccontare tutto a Caleb ma, quando sta per farlo, riceve una foto di A da Montecito che, subito dopo, si rivela essere la foto dell'incidente automobilistico della madre biologica di Caleb. Spaventata, la Liar decide di non raccontare niente a Caleb, il quale, sentendosi ormai troppo escluso dalla vita della sua ragazza, decide di finire lì la loro relazione, andandosene in California dalla madre e lasciando Hanna sola e in lacrime tra le braccia di Aria.
Ella, intanto, scopre di essere stata iscritta su un sito di incontri ma, dopo averne parlato con Ashley, capisce che forse non è una cattiva idea. Così, alla fine, decide di chiarire le cose con Aria e di rimanere iscritta sul sito.
Spencer, scoprendo troppe verità scomode, decide di uscire a fare una passeggiata, durante la quale incontra Jason, che le confessa di voler ritirare la ricompensa per le informazioni su Alison. Poco dopo, mentre sta tornando a casa, Spencer incrocia Wilden, che le chiede quanto lontana da Rosewood sia la sua casa sul lago. Nel frattempo, Jason firma un assegno con la somma della ricompensa per le informazioni su Ali, confermando l'appuntamento con non si sa chi in un parcheggio.
Intanto A, davanti al suo bicchiere di vodka, ascolta le notizie sul volo da Montecito per Philadelphia mentre, tramite computer, rende di nuovo possibili le visite a Mona.
- Guest star: Julian Morris (Wren Kim), Torrey DeVitto (Melissa Hastings), Lesley Fera (Veronica Hastings), Drew Van Acker (Jason DiLaurentis), Sterling Sulieman (Nate St. Germain), Bryce Johnson (Darren Wilden).
- Ascolti USA: telespettatori 2 355 000[4]

## Quella ragazza è veleno
- Titolo originale: That Girl Is Poison
- Diretto da: Chad Lowe
- Scritto da: Bryan M. Holdman

### Trama
Mentre Hanna è ancora a pezzi per la fine della sua storia con Caleb, Spencer, Emily e Aria vedono un'ambulanza portare via la madre di Garrett. Aria nota, poco lontano da loro, una figura incappucciata osservare attentamente la scena. L'indomani, mentre Hanna decide di non andare a scuola, Emily, riallacciando i rapporti con Paige, rimane allibita quando vede arrivare Jenna senza occhiali: la ragazza ha finalmente deciso di uscire allo scoperto. Emily e Spencer, subito dopo, ricevono l'invito per la festa di compleanno di Jenna, che si svolgerà proprio al locale dove lavora Em.
Le ragazze, intanto, scoprono che, vista la salute cagionevole della madre, Garrett ha ricevuto un permesso speciale per uscire dal carcere e andare a trovarla in ospedale.
La sera della festa di Jenna è finalmente arrivata: Hanna è bloccata in chiesa per una raccolta abiti di beneficenza a causa di una punizione inflittale dalla madre e, durante il lavoro, scopre che tra i vestiti in donazione c'è la giacca di pelle che indossava Emily la sera in cui venne profanato il corpo di Ali.
Spencer decide di andare in ospedale per seguire Garrett ma, una volta lì, viene spaventata da Wilden, che la costringe a tornare a casa sua, dove poco dopo viene raggiunta da Toby.
Aria è con Ezra, il quale le fa un regalo molto costoso. Successivamente, i due si recano insieme alla festa di Jenna per un saluto veloce, prima di andare a cena fuori.
Anche Emily si trova alla festa di Jenna al Brew, ma per lavorare. Qui, la ragazza viene raggiunta da Paige e, con gran sorpresa, anche da Nate, invitato da Jenna stessa.
Una volta arrivata alla festa, Aria si avvicina a Lauren, la fotografa locale, per provare a capire cosa fosse successo tra lei e il suo assistente appena licenziato, ovvero Lucas. Aria scopre così da Lauren che Lucas utilizzava il suo studio per sviluppare foto personali e che, dopo essere stato licenziato, ha provato più volte a tornare allo studio, desideroso di recuperare qualcosa evidentemente dimenticato lì. Riuscendo nel suo intento, Aria lascia la festa per andare nello studio fotografico di Lauren dove, non notando un'ombra dietro di sé, prende i rullini lasciati lì da Lucas. Una volta fuori, Aria viene bloccata proprio da Lucas, che vorrebbe le chiavi per entrare ma, grazie all'intervento di Ezra, il ragazzo si dilegua.
Alla festa di Jenna, intanto, Paige si ubriaca e fa una scenata di gelosia a Emily, durante la quale finisce per ferirsi. Emily decide dunque di portarla in ospedale, accompagnata da Nate. Qui, mentre Paige è dentro a una stanza per farsi medicare, Emily vede passare Wilden e subito chiama Spencer. Grazie all'involontario aiuto di Nate, Spencer riesce a entrare nella camera della madre di Garrett dove, nascosto sotto il braccialetto del suo ricovero, trova un messaggio scritto dal ragazzo per qualcuno di misterioso, probabilmente A. Emily apprende invece che Paige è stata drogata e, facendo delle ulteriori ricerche, scopre che quella droga era presente nella sua fiaschetta personale, la stessa dalla quale lei aveva bevuto la sera in cui venne profanata la tomba di Ali.
Al telefono con Aria, Emily capisce che, proprio grazie a quella droga, non riesce a ricordare più nulla di quella fatidica sera. In quel preciso istante, Aria, che si trova a casa di Ezra per farsi perdonare per via della cena saltata, scopre che tra i rullini di Lucas sono nascoste proprio tre pasticche di quella specifica droga.
Intanto, A fruga nervosamente in una borsa e, tirando fuori vari oggetti, tra cui una foto di Emily, prende in mano un contenitore di pasticche prescritte a Maya.
- Guest star: Bryce Johnson (Darren Wilden), Brendan Robinson (Lucas Gottesman), Yani Gellman (Garrett Reynolds), Sterling Sulieman (Nate St. Germain), Keegan Allen (Toby Cavanaugh), Melanie Mayron (Laurel Tuckman), Edward Kerr (Ted), Tammin Sursok (Jenna Marshall), Lindsey Shaw (Paige McCullers).
- Ascolti USA: telespettatori 2 380 000[5]

## Quel che resta di "A"
- Titolo originale: The Remains of the 'A'
- Diretto da: Norman Buckley
- Scritto da: Maya Goldsmith

### Trama
Dopo essersi aggiornate, le Liars proseguono il loro piano per smascherare A: Spencer, accompagnata da Hanna, decide di cambiare il biglietto trovato nella stanza d’ospedale della madre di Garrett, per dare appuntamento in chiesa ad A quella sera stessa. Successivamente, la ragazza scopre che sua madre sta spingendo per far cadere le accuse contro Garrett e, non sapendo come fare per scoprire chi sia April Rose, nome indicato sul foglietto lasciato in ospedale da Garrett, decide di chiedere aiuto a Jason. Il ragazzo, non associando subito il nome a un volto, fa delle ricerche che conducono lui e Spencer da un antiquariato di nome "April Rose".
Jason, intanto, riceve la visita del padre di Spencer, che gli chiede di non coinvolgere la figlia nelle sue ricerche.
Hanna, mettendosi d'accordo con Emily per la serata, scopre che sua madre è interessata a Ted, il nuovo pastore di Rosewood, e che i due, insieme, andranno alla festa che si terrà in chiesa proprio quella sera. Non sapendo bene cosa fare, Hanna convince Spencer a chiedere a Toby di accompagnarla alla festa in chiesa, dove in teoria dovrebbe presentarsi A.
Emily, prima di recarsi alla festa in chiesa per portare a termine il piano ideato con Hanna, decide di andare a controllare l'indirizzo che le ha dato l'amica, dal quale sembrava provenisse la sua giacca. Qui, riconoscendo un bar, Emily ha dei ricordi offuscati di quella fatidica notte che, una volta arrivata alla festa in chiesa e grazie anche all'aiuto di Holden, la portano a scoprire nuovi indizi: il ragazzo, infatti, ha sul polso uno strano simbolo, che gli è stato timbrato e che Emily ricorda vagamente. Holden, allora, la informa che quello è il marchio che serviva per entrare a una serie di feste private alle quali spesso lui incontrava Maya.
La festa in chiesa prosegue e, mentre Toby capisce che la sua presenza lì è solo una scusa, Hanna si ritrova di fronte a Wilden, il quale, dopo aver intercettato il bigliettino scritto da Spencer, si è presentato all'appuntamento al posto di A.
Spencer, intanto, arrivata al negozio di antiquariato, trova su un manichino una cavigliera appartenuta a Alison che, grazie all'aiuto di Jason, riesce a comprare e a consegnare alla polizia come possibile prova.
Aria, tornata a casa di Ezra dopo aver precedentemente scoperto un ingente somma di denaro nascosta nel suo cassetto, chiede delle spiegazioni al ragazzo, il quale, dopo averle confessato di sentirsi umiliato per non avere più un lavoro, le racconta di aver venduto un'auto d’epoca appartenuta a suo nonno, al fine di racimolare soldi.
L'indomani, Spencer parla con suo padre, il quale la informa che la prova portata da lei e Jason in commissariato ha permesso una svolta nel caso: sopra la cavigliera vi è del sangue di Ali e di qualcun altro, che però non è Garrett. Il ragazzo, quindi, è stato scagionato da ogni accusa. Distrutta, Spencer corre in camera sua a piangere, quando riceve un messaggio da parte di A, che la informa che Garrett non ha ucciso né Maya, come invece avevano iniziato a sospettare i giornalisti negli ultimi tempi, né Alison.
Intanto A, mangiando un gelato, osserva i giornali e cerchia un annuncio per affittare una stanza.
- Guest star: Bryce Johnson (Darren Wilden), Drew Van Acker (Jason DiLaurentis), Keegan Allen (Toby Cavanaugh), Nolan North (Peter Hastings), Shane Coffey (Holden Strauss), Edward Kerr (Ted).
- Ascolti USA: telespettatori 2 272 000[6]

## Pazza
- Titolo originale: CrAzy
- Diretto da: Patrick Norris
- Scritto da: Andy Reaser

### Trama
Hanna si sta preparando per uscire, quando improvvisamente Wilden arriva a casa sua e, con aria minacciosa, la informa che, non appena sarà tornata sua madre, le preleveranno un campione di sangue per fare il confronto con quello trovato sulla cavigliera di Alison. Terrorizzata, Hanna informa le amiche che, nel frattempo, fanno uno strano incontro: al Brew parlano con CeCe Drake, ragazza molto simile ad Ali che, per di più, le informa di aver passato un'intensa estate con lei, quella prima della sua scomparsa, e di sapere tutto della ragazza defunta e di loro quattro.
Toby, intanto, si rende conto che Spencer gli sta nascondendo qualcosa, ma lei continua a non metterlo al corrente della nuova situazione, neanche quando, per coprirla con la polizia, Toby mente per lei: Spencer, infatti, ha aiutato Jason che, ubriaco, è rimasto coinvolto in un incidente stradale.
Emily, nel frattempo, incontra nuovamente Nate al Brew, il quale la informa che quella sera uscirà con Jenna. Emily e Nate, più tardi, escono insieme per comprare un regalo a Jenna, così si recano nella boutique dove è appena stata assunta CeCe; la Drake capisce subito che a Emily non piace Jenna, per cui la convince a parlare con Nate. Il ragazzo, però, dopo aver scoperto che Jenna frequentava Garrett, ora è ancora più sicuro di voler uscire con lei, forse per ottenere informazioni su Garrett, accusato dell’omicidio di Maya.
Più tardi, incrociando di nuovo CeCe, Emily e la ragazza parlano ancora una volta di Nate. CeCe decide quindi di chiamare Jenna, fingendosi la compagna di Nate, in modo tale da far saltare il loro appuntamento. Scioccata dalla situazione, Emily capisce che il piano di CeCe ha funzionato quando, passando davanti al ristorante, vede Nate seduto a un tavolo da solo.
Aria si reca a casa di Hanna dove, con sorpresa, trova una tavola ouija, che riporta indietro l’amica alla sera in cui, con Mona, giocò con tale oggetto e poi vide di fronte a sé Alison viva. Spaventata sia da quel ricordo che dalle minacce di Wilden, Hanna non si sente al sicuro e, visto il ritorno del padre di Ali in città, cerca di parlarci, scoprendo suo malgrado che l'uomo è ancora arrabbiato con lei.
Aria decide di andare al Radley, per parlare da sola con Mona, però non riesce a scoprire niente di significativo. Così, insieme a Hanna, si intrufola di nascosto nella stanza della ragazza. Di fronte a Mona, Hanna racconta ad Aria che, tre giorni prima del ritrovamento del corpo di Ali, aveva chiamato la signora DiLaurentis per dirle che Alison era ancora viva, dato che l’aveva vista mentre usava la tavola ouija. Ovviamente, da quel momento in poi, il padre di Ali, Kenneth DiLaurentis, aveva iniziato a odiarla a morte.
Nel frattempo, Mona ha abbandonato le due Liars e si è spostata in una vecchia sala pediatrica del manicomio, dove continua a pronunciare frasi apparentemente senza senso.
Mentre Aria scopre che sua madre ha avuto ben due appuntamenti, uno con il reverendo Ted, andato però male, e l'altro con Zack, il capo di Emily, Hanna non riesce a dormire, fino a quando ha un lampo di genio: le frasi dette precedentemente da Mona erano un codice inventato da loro due per parlare in segreto e non farsi scoprire dagli altri. Una volta riascoltate per bene le frasi di Mona, Spencer capisce che si tratta dell’acronimo di un sito web e, una volta digitato il sito nel motore di ricerca del computer, alle ragazze appare un blog personale appartenente a Maya ma, per accedervi, serve una password.
A si reca nella sala pediatrica abbandonata precedentemente da Mona dove, togliendo la testa a una bambola, recupera un registratore.
- Guest star: Bryce Johnson (Darren Wilden), Keegan Allen (Toby Cavanaugh), Sterling Sulieman (Nathan St. Germain), Drew Van Acker (Jason DiLaurentis), Vanessa Ray (CeCe), Edward Kerr (Ted), Steve Talley (Zack), Jim Abele (sig. DiLaurentis).
- Ascolti USA: telespettatori 2 428 000[7]

## Baci rubati
- Titolo originale: Stolen Kisses
- Diretto da: Zetna Fuentes
- Scritto da: Joseph Dougherty

### Trama
Le ragazze stanno ancora invano tentando di accedere al blog di Maya ma, non riuscendo a trovare la password, Spencer decide di provare a decriptarla. Così, insieme a Hanna, Spencer prova tutte le sue tecniche per entrare nel blog ma, non ottenendo risultati, d'accordo con l’amica, decide di chiedere aiuto a Caleb, appena tornato in città dalla California.
Nel frattempo Spencer, sommersa dalla faccenda di Mona, deve fare i conti con Toby, che è andato dalla ragazza per sfogarsi e, senza lasciarla parlare, la informa che, dato il suo silenzio, ora scoprirà cosa sta succedendo da sé, per poi andarsene e lasciare la città. Più tardi, a scuola, Spencer spiega la faccenda a Caleb che, per amor di Hanna, decide di aiutarla e, in men che non si dica, riesce a entrare nel blog di Maya.
Aria, come ogni domenica mattina, va da Ezra dove, con sorpresa, trova Dianne Fitzgerald, sua madre. Le due hanno una breve conversazione, durante la quale la donna invita sia Aria che il figlio a una mostra di beneficenza da lei organizzata. Aria, non sapendo cosa indossare all’evento di Dianne, chiede aiuto a Spencer; insieme, a casa di quest'ultima, le due amiche trovano la valigetta personale di Veronica, dalla quale riescono a prendere il fascicolo di Garrett. Leggendolo con attenzione, le due Liars scoprono tutti i dettagli della morte di Maya, così Aria, per indagare meglio, decide di recarsi da un testimone chiave, che successivamente le racconta di aver visto Maya salire sull'auto di Garrett la notte del suo omicidio.
Durante la mostra, Aria scopre che Ezra proviene da una famiglia molto ricca, quella dei Fitzgerald. Poi, parlando con la madre del ragazzo, viene sconvolta dalle insinuazione fattele, tanto da tornare a casa in lacrime. Byron, vedendola così, si siede accanto a lei e Aria, disperata, chiede aiuto a suo padre per capire se abbia realmente rovinato la vita di Ezra.
Hanna si incontra con Wren al Brew dove Caleb, vedendoli insieme, se ne va senza neanche salutare la ragazza. Parlando con Wren, però, Hanna scopre che i dottori vogliono trasferire Mona e che, nonostante le sue parole, il giovane medico non è riuscito a dissuaderli dalla loro decisione. Vedendo la disperazione di Hanna, Wren la convince a parlare lei stessa con i dottori e, grazie proprio alle parole della ragazza, essi cambiano idea e decidono di non trasferire più Mona. In preda alla felicità per la notizia, Hanna bacia Wren che, sorpreso, continua a parlare come se niente fosse.
Sconvolta per la storia del blog personale di Maya, Emily porta Nate nel posto dove lei e la ragazza si rifugiavano quando stavano insieme e, schiarendosi le idee, decide di parlare con Paige. Con sua sorpresa, Emily scopre che, durante quella fatidica sera di blackout, per qualche minuto, è stata anche con Paige.
 Successivamente, grazie alle parole di Nate, Emily capisce che forse quella sera era proprio Paige che stava cercando e così decide di tornare da lei, con la quale, dopo aver chiarito alcune cose, alla fine si bacia.
A casa di Spencer, intanto, Aria e Hanna cominciano a visionare qualche video trovato sul blog di Maya ma, sentendosi a disagio, provano a chiamare Emily, che però è in piscina con Paige e quindi non risponde al telefono. Prima di chiudere il blog, le tre ragazze aprono un ultimo video, nel quale Maya appare visibilmente impaurita e sconvolta.
Intanto, A, sta ritirando molti soldi.
- Guest star: Bianca Lawson (Maya St. Germain), Lindsey Shaw (Paige McCullers), Keegan Allen (Toby Cavanaugh), Mary Page Keller (Dianne Fitzgerald), Sterling Sulieman (Nate St. Germain), Ptolemy Slocum (Bart Comstock), Julian Morris (Wren Kim).
- Ascolti USA: telespettatori 2 222 000[8]

## Il gioco di Kahn
- Titolo originale: The Kahn Game
- Diretto da: Wendey Stanzler
- Scritto da: Lijah J. Barasz

### Trama
Aria rimane stupita quando scopre che Spencer, stanca delle ricerche riguardo ad A e tutto ciò che ne è conseguito, pensa realmente di non avere più un futuro, in quanto ha dimenticato di inviare la domanda di ammissione all'università dei suoi sogni. Ascoltando la loro conversazione, CeCe invita le due ragazze a una festa dove ci sarà un suo amico, nonché membro della commissione di ammissione all'università. Arrivate sul posto, le due Liars scoprono che la festa si tiene a casa di Noel, in quanto è il fratello maggiore del ragazzo, Eric Kahn, a darla. Per entrare, le ragazze vengono timbrate sulla mano e scoprono che quel timbro è lo stesso ricordato da Emily. Durante la serata, si presentano alla festa anche Noel e Jenna e così, seguendo CeCe, gli altri invitati, le due Liars cominciano a giocare al gioco della verità.
Aria, non reggendo alla pressione del gioco, decide di andarsene e così chiama Ezra per farsi venire a prendere ma, al suo posto, si presenta Wesley, fratello minore di Ezra. Il giovane, pensando che Aria sia a conoscenza di tutte le cose riguardanti Ezra, le nomina Maggie, ex ragazza del fratello che, dopo essere rimasta incinta, fu fatta abortire e successivamente allontanata da Dianne.
Spencer, non avendo ottenuto le risposte volute alla festa, torna a casa dopo che CeCe le ha detto di aver consegnato il suo curriculum all’amico. Successivamente, durante un momento di tristezza, Spencer chiama Toby, dicendogli che le manca e poi, in lacrime, corre al pc, quando improvvisamente le arriva una mail: CeCe ha realmente consegnato il suo curriculum e la sua domanda è stata accolta.
Hanna riesce finalmente a parlare con Caleb ma, subito dopo, riceve un messaggio di A che le dà appuntamento in un certo posto: se la ragazza non si presenterà, Caleb farà una brutta fine. Nonostante l’avvertimento di Spencer, Hanna decide di andare comunque all'appuntamento dove, però, si presenta Caleb, dicendole di essere stato lui a scrivere il messaggio. Portata la ragazza in un posto più tranquillo, Caleb racconta a Hanna di averle inviato quel messaggio per capire se veramente lei fosse ancora spaventata da un'altra A. A quel punto, Hanna decide di raccontare tutto al ragazzo che, deciso a non lasciarla combattere quella guerra da sola, la informa che scoprirà assieme a lei chi sia questa nuova A e così i due tornano insieme.
Emily scopre, tramite Hanna, di essere stata protetta dalle amiche, vista la sua nuova storia con Paige, riguardo al contenuto del blog di Maya. Poco dopo, Emily comincia a guardare il blog da sola, non riuscendo però a fermare le lacrime, fino a quando Paige non arriva a casa sua: le due ragazze, ora insieme, riescono a riprendersi e a ridere nonostante il brutto momento.
A, intanto, prende in affitto un appartamento contrassegnato dalla lettera A.
- Guest star: Bianca Lawson (Maya St. Germain), Lindsey Shaw (Paige McCullers), Brant Daugherty (Noel Kahn), Vanessa Ray (CeCe Drake), Edward Kerr (Ted), Gregg Sulkin (Wesley Fitz), Jim Titus (Agente Barry Maple), Robbie Amell (Eric Kahn), Tammin Sursok (Jenna Marshall).
- Ascolti USA: telespettatori 2 445 000[9]

## Cosa c'è sotto
- Titolo originale:What Lies Beneath
- Diretto da: Patrick Norris
- Scritto da: Jonell Lennon

### Trama
Hanna trova un vecchio biglietto di Maya lasciato a casa sua per Emily, biglietto in cui Maya le aveva dato appuntamento in un certo posto. Decisa a far luce sulla questione, sia per l'amica sia per la sua relazione con Caleb, Hanna decide di stampare tutte le foto di Maya trovate sul blog e, dopo aver raccontato a Emily che ora anche Caleb sa di A, insieme cercano di capire dove Maya avesse dato appuntamento alla ragazza.
Osservando bene alcune foto del blog, Emily e Hanna risalgono al cottage di Noel e, insieme, decidono di andare a visitare il posto. Qui, le due arrivano in una stanza nella quale è nascosta la borsa di Maya, dentro cui trovano, oltre a un coltello, un biglietto che fa capire a Emily che la ragazza non ha mai abbandonato Rosewood. Improvvisamente, però, la porta del cottage si chiude e le finestre si bloccano. Terrorizzate, le ragazze provano a uscire e, dopo essersi ferita a una gamba e venendo sorretta da Emily, Hanna riesce a scavalcare la finestra rotta dall'amica. Fuori, sulla recinzione che circonda il cottage, le due Liars trovano un messaggio lasciato loro da A. Tornate a casa, Emily chiama Wren per far mettere dei punti all'amica. Il ragazzo corre subito in aiuto di Hanna e, nonostante la forte carica sessuale tra loro, se ne va non appena Hanna glielo chiede.
Spencer riceve una strana e-mail da parte di Noel, che contiene le riprese delle telecamere del suo cottage la sera della morte di Maya. Il video mostra come Maya arrivò lì dopo essere stata vista in compagnia di Garrett e come, poco dopo, arrivarono anche Noel e Jenna, probabilmente ignari della presenza della ragazza. Più tardi, quando Garrett era già stato arrestato, Maya uscì dal cottage ma, improvvisamente, venne afferrata da qualcuno al di fuori dell'inquadratura.
Emily, intanto, incontra nuovamente Nate, il quale si è recato da lei per scusarsi di una scenata fattale precedentemente al bar. In lacrime e dispiaciuti a causa dei ricordi che li legano entrambi a Maya, i due finiscono per baciarsi sotto gli occhi di Paige, appena arrivata a casa di Emily per un loro appuntamento.
Tra Aria ed Ezra le cose non vanno affatto bene da quando la ragazza ha scoperto dell'esistenza di Maggie. Così, vista l'insistenza di Aria, Ezra fa una ricerca che lo porta a scoprire che ora Maggie vive nel Delaware.
Ella continua a vedersi con diversi uomini, tra cui Zack ma, quando capisce che per il ragazzo la loro è una relazione seria, decide di dare un'opportunità alla nuova storia che potrebbe nascere tra loro.
A sta guardando il telegiornale che parla dell'imminente processo a Garrett, accusato dell’omicidio di Maya, mentre sistema un quinto completo nero insieme a tutti gli altri.
- Guest star: Bianca Lawson (Maya St. Germain), Lindsey Shaw (Paige McCullers), Sterling Sulieman (Nate St. Germain), Steve Talley (Zack), Brant Daugherty (Noel Kahn), Tammin Sursok (Jenna Marshall), Julian Morris (Wren Kingston).
- Ascolti USA: telespettatori 2 265 000[10]

## Una single da paura
- Titolo originale:Single Fright Female
- Diretto da: Joanna Kerns
- Scritto da: Oliver Goldstick e Maya Goldsmith

### Trama
Hanna si sta preparando per andare a scuola, quando sente, dal piano di sotto, che Ted ha portato a sua madre una pennetta USB ritrovata in chiesa, sulla quale sono presenti dei filmati riguardanti anche Hanna. Subito, la ragazza intuisce che si tratta della pennetta che, tempo prima, Spencer aveva lanciato contro Ian durante la loro colluttazione in chiesa. Preoccupata che Ashley possa portarla alla polizia, Hanna cerca di chiarire la situazione con Jenna, presente in uno dei video assieme a Toby, la quale sembra però ignorare le sue buone intenzioni.
 Nonostante tutto, alla fine le cose sembrano andare per il meglio grazie all'intervento di Caleb, tanto che, mossa dalle parole del ragazzo, Ashley decide di distruggere la pennetta, gettandola nel tritarifiuti.
Spencer scopre, grazie a CeCe, che tra Paige e Alison non scorreva buon sangue e quindi prova a parlarne con Emily che, però, reagisce male alle parole dell'amica. Spencer controlla allora nella borsa di Paige e, come pensava, trova una prova che la ricollega ad Alison. Successivamente, Spencer mette al corrente Aria riguardo al ritrovamento avvenuto nella borsa di Paige: si tratta dell'orecchino che la stessa Aria aveva messo nella bara di Ali. Ora, Spencer, Aria e Hanna devono solo trovare il modo di parlarne con Emily.
Intanto, dopo aver chiarito con lei la questione di Nate, Emily sembra fidarsi più di Paige che delle sue amiche, fino a quando, sul portico di casa sua, non si presenta Jenna che, impaurita, le dice di stare molto attenta a chi frequenta. In quel momento, uscita per andare a vedere con chi stesse parlando la sua ragazza, Paige rifiuta la chiamata di Spencer sul telefono di Emily e, senza dirle niente, rientra con lei in casa.
Aria, preoccupata dalla questione di Maggie, decide di andarla a incontrare e così scopre che la ragazza sta bene e che ha cresciuto un bambino da sola, Malcolm, che ora ha sette anni. Tornando a casa sotto shock, Aria incontra Wesley, al quale racconta tutta la storia. Poco dopo arriva a casa Ezra, che racconta alla ragazza e al fratello minore di aver parlato con Maggie, la quale, però, non gli ha detto dell’esistenza di Malcolm.
A fa partire una canzone molto vecchia in un jukebox, mentre accanto a lui/lei si manifesta un altro A, al quale porge la chiave dell'appartamento precedentemente affittato.
- Guest star: Lindsey Shaw (Paige McCullers), Sterling Sulieman (Nate St. Germain), Edward Kerr (Ted), Vanessa Ray (CeCe Drake), Gregg Sulkin (Wesley Fitz), Larisa Oleynik (Maggie), Tammin Sursok (Jenna Marshall).
- Ascolti USA: telespettatori 2 399 000[11]

## La signora omicidi
- Titolo originale: The Lady Killer
- Diretto da: Ron Lagomarsino
- Scritto da: I. Marlene King

### Trama
Hanna, disperata, si trova tra le braccia di Aria e Spencer che, terrorizzate, guardano la polizia caricare un corpo su un’ambulanza. Nel mentre, Emily, sotto shock, viene interrogata da un agente di polizia, al quale risponde di conoscere la vittima.
Prima: il processo contro Garrett ha inizio e la città viene assediata da giornalisti in cerca di scoop.
Aria, con un inganno, attira Emily a casa di Spencer, dove le tre amiche cercano di metterla in guardia contro Paige ma, anche quando le mostrano l'orecchino trovato nella sua borsa, Emily si rifiuta di credere alle ragazze e se ne va, irritata.
Triste per il comportamento delle amiche, Emily si confida con Paige, che viene messa al corrente dei sospetti su di lei nati nelle ragazze. In quell'istante, uno strano messaggio arriva sul cellulare di Paige: è un appuntamento al cimitero, da tenere segreto a Emily.
A scuola, Aria, Spencer e Hanna sono preoccupate per Emily e, mentre pensano alla prossima mossa, A manda loro un messaggio, invitandole a non fare nulla. Successivamente, le ragazze ricevono un altro messaggio da parte di A, con la richiesta di recarsi alla tomba di Alison quella sera stessa e con allegata la foto di un sacco nero, contenente molto probabilmente un corpo.
Hanna riesce a contattare Emily che, ancora arrabbiata, le dice che quella sera andrà con Nate a una baia vicino a un faro, per commemorare la memoria di Maya. Rincuorate dalla notizia, le ragazze si preparano per la serata: Spencer incontra Toby, tornato in città per lei dopo le sue ricerche e, essendo entrambi molto felici di essersi ricongiunti, i due finiscono per fare l'amore per la prima volta; Hanna convince Caleb a non portare la pistola all'appuntamento con A ma, prima di uscire, il ragazzo la prende comunque con sé; Aria è decisa a parlare con Ezra ma, improvvisamente, arriva a casa loro Maggie che, fingendo di non conoscere Aria, la convince a non raccontare niente di suo figlio al giovane professore.
Il momento dell'appuntamento con A è finalmente arrivato e, con molta disinvoltura, Mona riesce a uscire dall'ospedale psichiatrico Radley travestendosi da infermiera. Dopo aver ricevuto una telefonata, Mona si reca in una stanza piena di immagini di Ali e delle Liars, dove informa A che ora il piano è cambiato.
Giunte sulla tomba di Alison, le ragazze, osservate in lontananza da Caleb, aspettano l'arrivo di Paige (che credono sia A) ma, quando non la vedono arrivare e quando non riescono a contattare Emily, decidono di andare a cercarla, aiutate anche da Caleb.
Emily, intanto, riceve una strana chiamata sul telefono da parte di qualcuno che la invita a scappare ma, non capendo cosa significhi, rimane nella casa affittata per quella notte da Nate, dove poco dopo viene raggiunta dal ragazzo. In quel momento, Emily nota un particolare sulla scarpa di Nate, che ricorda di aver già visto in una delle foto di Maya scattate tempo prima al campo riformatorio e, spaventata, prova a scappare, contattando qualcuno con il telefono, ma Nate riesce a bloccarla. Riportandola in casa, Nate le mostra un video di lui e Maya insieme, poi si rivela come Lyndon James, ex ragazzo di Maya conosciuto al campo riformatorio. Infine, le spiega il suo piano: uccidere sotto i suoi occhi Paige, togliendole così il suo amore, proprio come lei aveva fatto con lui togliendole Maya.
 Poco dopo, cogliendo l'occasione di un rumore proveniente dall'esterno, Emily scappa per rifugiarsi nel faro lì vicino, dove però, poco dopo, Nate la raggiunge. I due iniziano a lottare e, per difendersi, Emily finisce per ferire mortalmente il ragazzo. Proprio in quell'istante arriva Caleb che, trovando Emily in quelle condizioni, posa la pistola che aveva in mano per consolarla. Un attimo dopo, dal faro si sente uno sparo.
Si ritorna a inizio puntata, con le Liars poste di fronte a un orrendo scenario: Caleb posizionato sull'ambulanza, ferito da un colpo di pistola, e il corpo di Nate/Lyndon trasportato via dagli agenti di polizia.
Arrivate in ospedale, le amiche aspettano notizie su Caleb quando, improvvisamente, arriva una chiamata per loro: è A, che ringrazia Emily per aver smascherato il vero colpevole dell’omicidio di Maya, ovvero Lyndon. Poco dopo, Veronica informa le ragazze che Garrett ora è libero.
Mona, nel frattempo, torna all’ospedale psichiatrico, lamentandosi del fatto di non aver dovuto fare niente per liberare Garrett. Accompagnata da un altro membro dell'A-Team, Mona gli chiede di recuperare il telefono di Maya nascosto nella borsa di Paige, che avrebbe dovuto essere il capro espiatorio nel caso in cui non fosse stato scoperto il vero assassino di Maya, ovvero Lyndon. Mentre Mona rientra nel manicomio, l'altro membro dell'A-Team, voltandosi, se ne va: si tratta di Toby.
A, nella sua camera privata, prenota due biglietti per l’imminente festa di Halloween.
- Guest star: Bianca Lawson (Maya St. Germain), Lindsey Shaw (Paige McCullers), Sterling Sulieman (Nate St. Germain), Keegan Allen (Toby Cavanaugh), Yani Gellman (Garrett Reynolds), Lesley Fera (Veronica Hastings), Larisa Oleynik (Maggie), Nia Peeples (Pam Fields).
- Ascolti USA: telespettatori 2 977 000[12]

## Il treno per Halloween
- Titolo originale: This Is a Dark Ride
- Diretto da: Tim Hunter
- Scritto da: Joseph Dougherty

### Trama
Mona è intenta a preparare il suo piano di fuga per la notte di Halloween che, grazie all'aiuto di un manichino, va a buon fine.
Le ragazze, intanto, si preparano al meglio per la festa di Halloween organizzata a bordo di un treno, non tralasciando alcun dettaglio.
A casa Hastings, Spencer riceve la visita di Garrett che, ovviamente, vorrebbe parlarle, ma l'arrivo di Toby lo costringe ad andarsene.
Aria scopre che Ezra non le farà da cavaliere durante la festa, mentre Hanna è costretta a tenere le distanze da Caleb, uscito da poco dall’ospedale, in modo che A non possa minacciarli per via della loro relazione.
Il momento della festa è finalmente arrivato e, con sorpresa di Hanna, anche Caleb ha deciso di prendere parte all'evento, pur nascondendosi grazie all’ausilio di una maschera. Il treno di Halloween, intanto, comincia a muoversi: sopra c'è anche Jason, che si dirige a parlare con Lucas, addetto alle foto.
Durante la festa, presa alle spalle con molto spavento, Spencer incontra Garrett, il quale è deciso a raccontarle tutta la verità: il ragazzo la informa che la sera della morte di Alison lui era con Jenna, ma che non uccise la ragazza; in compenso, però, vide Byron insieme a lei. Sconvolta da quella notizia, Spencer decide di chiamare Aria, che però, nel mentre, è sparita: la ragazza è stata infatti rapita da A e chiusa in una cassa, con accanto il corpo di Garrett senza vita. Nella cassa, Aria ha i polsi bloccati con del nastro adesivo, dal quale poi riesce faticosamente a liberarsi; successivamente, trova un cacciavite con il quale, passando tra le fessure del tavolame della cassa, riesce a ferire qualcuno appoggiato alla cassa stessa, che la stava spingendo fuori dal treno assieme a un complice.
Le altre tre Liars, intanto, stanno cercando Aria: durante le ricerche, Hanna viene a contatto con una persona mascherata che crede essere Caleb, ma che invece si rivela essere un membro del Team di A. Allo stesso modo, anche Spencer viene aggredita da un altro A, mascherato da Regina di Cuori, e solo grazie all'intervento repentino di Paige riesce a salvarsi. Sconvolte e impaurite, le ragazze finalmente trovano la cassa nella quale è stata rinchiusa Aria, ormai mezza fuori dal vagone. Aprendo la cassa, le Liars liberano Aria e trovano il corpo di Garrett.
Sul treno, ora fermo in una stazione, tutti sono sconvolti e, nel mentre, Ezra arriva sul posto.
Durante una lite tra Toby e Noel, quest'ultimo finisce per cadere sul tavolo dei cocktails che, rompendosi, mostra di nascondere un sacco nero con dentro un cadavere (quello di Alison), lasciando tutti i presenti, tra cui Jason, attoniti e sconvolti.
A casa sua, intanto, Ashley decide di dare una sorta di festa per i bambini del vicinato assieme a Ted, ora ufficialmente suo nuovo compagno. Durante le visite, però, si presenta da loro una bambina che Ashley non ha mai visto prima e che sembra piuttosto disorientata. Dopo aver chiamato la madre, la bambina si reca in camera di Hanna, dove Ashley nota che è molto fredda e che pronuncia frasi tristi citando una sorella con la quale ha un brutto rapporto. La donna decide allora di chiamare Ted che, però, salendo in camera, non trova nessuno, facendo così credere a Ashley di aver parlato con un fantasma.
Mona torna in manicomio, dove nessuno si era accorto della sua fuga. Si scopre, inoltre, grazie alla maschera presente sotto al suo letto, che Mona era proprio colei che aveva preso in disparte Hanna sul treno, fingendosi Caleb.
Dal terreno di un giardino spunta fuori una mano di qualcuno sotterrato vivo.
- Guest star: Lindsey Shaw (Paige McCullers), Keegan Allen (Toby Cavanaugh), Brant Daugherty (Noel Kahn), Drew Van Acker (Jason DiLaurentis), Yani Gellman (Garrett Reynolds), Brendan Robinson (Lucas Gottesman), Edward Kerr (Ted), Tammin Sursok (Jenna Marshall), Adam Lambert (se stesso).
- Ascolti USA: telespettatori 2 849 000[13]

## Ora lei sta meglio
- Titolo originale: She's Better Now
- Diretto da: Wendey Stanzler
- Scritto da: Oliver Goldstick

### Trama
Mona viene dimessa dall'ospedale psichiatrico Radley e torna al liceo di Rosewood, dove tutti i ragazzi la evitano e le fanno strani scherzi.
Nonostante Caleb non si fidi minimamente di Mona, seguendo i consigli e le parole della nonna, Hanna vorrebbe aiutare l'ex amica a reintegrarsi, così tenta di parlare con Lucas, chiedendogli cosa Mona gli avesse sussurrato all’orecchio un attimo prima, ma il ragazzo si allontana da lei, zoppicando vistosamente. Con sorpresa, Spencer scopre che Mona parla con Jason e, nonostante il consiglio della sorellastra di stare alla larga dalla ragazza, Jason più tardi si incontra proprio con Mona, che gli cura una ferita sul fianco.
Emily, intanto, si trova prigioniera in camera sua, visto il ritorno a casa del padre che, per proteggerla, ha deciso di installare un nuovo allarme perimetrale. Per uscire, la ragazza si trova quindi costretta a ingannarlo.
Aria, invece, non riesce ancora a dire la verità a Ezra riguardo a suo figlio e, allo stesso modo, non riesce a parlare con suo padre riguardo alla notte della morte di Alison.
Durante la corsa di beneficenza organizzata dalla scuola, Spencer, Hanna e Aria decidono di controllare nella stanza sotterranea del bidello, dove precedentemente avevano intravisto delle cose un tempo appartenute a Mona. Arrivate lì, le ragazze trovano uno dei vecchi diari di Ali, nel quale Aria legge la verità riguardo alla relazione tra l’amica e suo padre. Uscite dall'edificio, le Liars trovano di fronte a loro una scena orripilante: il capannone adibito ai premi della corsa ha preso fuoco e, all’interno, c'è Meredith.
Rientrata a casa, Aria scopre dal padre che Meredith crede che ad aver appiccato l'incendio siano state lei e le sue amiche. Dopo questa confessione, Aria ha un’accesa discussione con Byron.
A, intanto, si reca a scuola, dove allenta la ruota della bicicletta di un ragazzo facente parte del gruppo dei “Cervelloni” del Decathlon Accademico, procurandogli così un incidente.
- Guest star: Betty Buckley (Regina Marin), Keegan Allen (Toby Cavanaugh), Brendan Robinson (Lucas Gottesman), Drew Van Acker (Jason DiLaurentis), Amanda Schull (Meredith Sorenson), Eric Steinberg (Wayne Fields).
- Ascolti USA: telespettatori 3 210 000[14]

## Mona-Mania
- Titolo originale: Mona-Mania!
- Diretto da: Norman Buckley
- Scritto da: Bryan M. Holdman

### Trama
Le ragazze tornano a scuola per ricontrollare il diario di Alison ma, una volta arrivate nella stanza del bidello, vengono travolte da un presunto membro dell'A-Team e, successivamente, scoprono che tutte le cose di Mona sono state portate via, fatta eccezione per il diario di Ali. Spencer, a scuola, deve fronteggiarsi con Mona che, entrata nel gruppo dei "Cervelloni" del Decathlon Accademico, compete ora con la ragazza per il titolo di caposquadra: le due si sfidano onestamente a un faccia a faccia fatto di domande riguardanti la cultura generale dal quale, con stupore, Spencer esce sconfitta.
Hanna parla con Lucas dopo averlo riconosciuto nel seminterrato del bidello e, preso alla sprovvista, il ragazzo le racconta di essere stato manipolato e ricattato da Mona che, ancora adesso, sta cercando di usarlo come suo burattino. Alla fine, per evitare di compiere altri misfatti e dopo essere stato quasi investito, Lucas decide di lasciare la scuola. Dopo aver scoperto tutte quelle cose, Hanna decide di parlare con Mona proprio durante la festa organizzata per la sua vittoria contro Spencer e, trattandola molto male, la allontana da sé.
Emily esce con Paige ma, durante il tragitto in macchina, la seconda ha una crisi di panico e così le due si fermano in mezzo a una strada alberata, per poi scendere a prendere un po' d'aria. Poco dopo, tornate alla macchina, le due scoprono di aver bucato una gomma. Emily, tra i rami, intravede un'ombra muoversi e decide quindi di inseguirla, per poi però perdere ogni sua traccia: era Toby.
Aria deve fare i conti con suo padre, che è sempre più strano; inoltre, la ragazza è sicura che l'uomo abbia anche trovato la pagina del diario di Alison che lo riguarda e che lei aveva nascosto precedentemente in camera sua. A quel punto, Aria decide di parlare con Ella riguardo alla sera della scomparsa di Ali e la madre le conferma che Byron rimase tutta la notte con lei a dormire, dopo aver bevuto qualche bicchierino di vino di troppo a una festa. Quella sera stessa, però, Aria sente delle grida in casa sua e, una volta scesa al piano di sotto, trova intenti a discutere Byron e Meredith. Preoccupata, Aria decide di seguire la donna, la quale, alla fine, le racconta un'altra parte della verità: Byron, la sera della scomparsa di Ali, lasciò sua madre per andare da lei, ma poi lasciò anche lei per raggiungere proprio Alison.
Al campus universitario, intanto, Byron lascia il suo ufficio, non notando che una persona mascherata lo sta seguendo: è Mona, che informa subito qualcuno che l'uomo è uscito.
Intanto A, o un membro del suo gruppo, nasconde le due maschere di Regina di Cuori usate durante la festa di Halloween sul treno.
- Guest star: Lindsey Shaw (Paige McCullers), Keegan Allen (Toby Cavanaugh), Amanda Schull (Meredith Sorenson), Brendan Robinson (Lucas Gottesman), Brandon W. Jones (Andrew Campbell).
- Ascolti USA: telespettatori 2 480 000[15]

## Le disgrazie non vengono mai sole
- Titolo originale: Misery Loves Company
- Diretto da: I. Marlene King
- Scritto da: I. Marlene King e Jonell Lennon

### Trama
Aria è influenzata, quindi è costretta a rimanere a casa, dove Meredith, ora ufficialmente nuova compagna di Byron, tenta di curarla. Non trovando più il suo cellulare, Aria chiede alla ragazza di avvertire sua madre ma, quando Ella prova a chiamare la figlia, si scopre che è stata proprio Meredith a rubare il cellulare di Aria. Stanca e malata, Aria decide di riposare, quando vede in sogno Alison, con la quale comincia un dialogo molto strano: Ali afferma di essere viva e vegeta e di notare la presenza di A dappertutto, domandandosi come sia possibile che Spencer, ancora, non abbia capito chi sia. Inoltre, prima che il sogno termini, Alison fa capire ad Aria che è meglio per lei che non beva più le tisane preparatele da Meredith. Una volta sveglia, la ragazza capisce di essere stata drogata da Meredith, che l'ha anche chiusa a chiave in camera sua. Quando Meredith entra per controllare come stia la sua “prigioniera”, Aria prova a scappare, ma viene brutalmente colpita dalla donna, che mostra segni di pazzia.
Emily scopre che Paige ha deciso di parlare con qualcuno che l'aiuti con i suoi attacchi d’ansia e, intanto, per fare un favore a Hanna, segue Caleb. Hanna, infatti, aveva origliato una strana conversazione del suo ragazzo e, dovendo andare a un importante colloquio di lavoro, delega l'amica e la incarica di seguirlo. Mentre Emily sta per scoprire chi sia la persona con cui Caleb deve vedersi, riceve un messaggio da parte di Spencer, che la informa che Hanna è stata aggredita da A: la ragazza, infatti, arrivata sul luogo dove si doveva svolgere il colloquio, è stata spinta e successivamente minacciata con un messaggio da uno dei membri dell’A-Team, ovvero Toby. Uscendo dallo studio dove doveva tenersi il colloquio di Hanna, a Toby cade un portachiavi con la chiave contrassegnata dalla lettera "A".
Emily, preoccupata per Hanna, corre dall'amica e non vede che a incontrarsi con Caleb è proprio la sua ragazza, Paige: i due, infatti, decidono di allearsi per sconfiggere A e tenere al sicuro le ragazze che amano.
Incontratesi a casa di Spencer, Hanna le consegna la chiave che ha trovato allo studio e, successivamente, Spencer, mentre parla con Toby, decide di nasconderla in un cassetto della cucina davanti ai suoi occhi. Poco dopo, ignara dei piani di Toby, di Mona e di chi li comanda, Spencer, supportata dalla madre e dalle amiche, organizza una cena a sorpresa per Toby e per il loro primo anniversario.
Intanto, preoccupate per Aria, Emily e Hanna vanno a casa sua, dove vengono imprigionate, insieme all'amica, nello scantinato da Meredith, la quale, alla fine, scappa. Da lì sotto, le tre ragazze vedono Byron tornare a casa e, impaurite, vengono salvate proprio da lui. Rimasta sola con il padre, Aria scopre tutta la verità riguardo alla relazione tra l’uomo e Alison, decidendo di fidarsi del suo racconto sulla notte in cui è stata uccisa la sua amica. Inoltre, c'è un dettaglio in più: Byron racconta alla figlia di aver visto Melissa al telefono, non lontana da Ali, quella fatidica notte, quindi è possibile che le due si siano incontrate, prima che Alison fosse uccisa. Quando, infine, Byron si alza dal divano per andare dalla polizia a raccontare tutto, come avrebbe dovuto fare molto tempo prima, Aria decide di fermarlo e, soprattutto, decide di fidarsi totalmente di lui, dando fuoco alla pagina del diario incriminante.
Toby si intrufola in casa di Spencer per riprendere la chiave precedentemente persa, ma qui, con sorpresa, viene colto in flagrante dalla ragazza. Toby allora le domanda da quanto tempo lo avesse capito e Spencer, di contro, lo schiaffeggia e gli mostra il pass che lui stesso usava per entrare al manicomio dove risiedeva Mona qualche tempo prima. Interrotti dall’arrivo di Veronica, Toby ne approfitta per scappare e, più tardi, Spencer decide di andare all’appartamento del ragazzo dove, accucciata per terra davanti alla porta, si sfoga in lacrime pregandolo di dirle che quello che ha scoperto era soltanto una bugia. In realtà, all'interno dell’appartamento non c'è Toby, bensì Mona, che si sta gustando la cena.
- Guest star: Lindsey Shaw (Paige McCullers), Torrey DeVitto (Melissa Hastings), Amanda Schull (Meredith Sorenson), Keegan Allen (Toby Cavanaugh), Lesley Fera (Veronica Hastings).
- Ascolti USA: telespettatori 2 676 000[16]

## Dalla padella all'Inferno
- Titolo originale: Out of the Frying Pan, Into the Inferno
- Diretto da: Michael Grossman
- Scritto da: Maya Goldsmith

### Trama
Emily riceve un pacco da sua madre che le ha inviato la famiglia di Lyndon: aprendolo, vi trova dentro molte cose che, in passato, la ragazza aveva donato a Alison, tra cui un suo vecchio quaderno per gli appunti. Quando Maya si era trasferita con la sua famiglia nella vecchia casa dei DiLaurentis, aveva trovato alcune cose di Ali e le aveva messe da parte; evidentemente, durante la loro relazione o subito dopo la morte di Maya, Lyndon doveva esserne entrato in possesso. Aprendo il quaderno per gli appunti dell’amica, Emily scopre che al suo interno Alison aveva iniziato una fitta corrispondenza con CeCe, la quale, ricordando quel periodo, informa la ragazza che, molto probabilmente, la DiLaurentis era rimasta incinta di un ragazzo che, però, neanche a lei aveva rivelato chi fosse. Dopo aver riferito tutto alle altre, Emily decide di portare il quaderno alla polizia, dove viene preso in custodia da Wilden. Solamente dopo, la ragazza scoprirà che anche il detective, quella fatidica estate prima della scomparsa di Alison, si trovava nello stesso luogo dove Ali, la sua famiglia e CeCe si erano recati in vacanza.
Hanna scopre che Paige collabora con Caleb per cercare di fermare Mona e, seguendola per impedirle di provocare effetti collaterali ben più grandi e disastrosi, scopre che probabilmente Paige non è molto fedele a Emily. Poco dopo, finisce lei stessa nei guai, guai che la portano a un duro confronto con sua madre Ashley che, ancora una volta, non si fida del tutto della figlia.
Aria cerca di risistemare al meglio il rapporto con suo padre e di mantenere vivo quello con Ezra ma, a causa di A, il rapporto con quest'ultimo si incrina: A, infatti, incastra Spencer, la quale, sconvolta a causa di Toby, rivela a Ezra la verità su suo figlio Malcolm, verità che porta il ragazzo a litigare duramente con Aria.
Spencer, distrutta per la scoperta riguardante Toby, non riesce a parlarne con nessuno, ma riesce solo a confessare a Emily di essersi lasciata con il ragazzo; inoltre, comincia a pensare che, molto probabilmente, A non ha tutte le colpe e che forse le ragazze, lei compresa, si meritano quanto accaduto e quanto ancora sta accadendo loro.
Intanto, la A a capo dell’A-Team, nella sua stanza privata, si diverte a giocare con delle bambole raffiguranti le quattro Liars, bruciando infine quella di Hanna.
- Guest star: Lindsey Shaw (Paige McCullers), Bryce Johnson (Darren Wilden), Keegan Allen (Toby Cavanaugh), Vanessa Ray (CeCe Drake), Jim Titus (Barry Maple), Andrew Elvis Miller (Miles Corwin), Nia Peeples (Pam Fields).
- Ascolti USA: telespettatori 2 850 000[17]

## Chi è amato non conosce morte
- Titolo originale: Dead To Me
- Diretto da: Arlene Sanford
- Scritto da: Joseph Dougherty e Lijah J. Barasz

### Trama
Al Brew, le ragazze incontrano Jason, il quale le informa che i resti di sua sorella saranno nuovamente sepolti ma, questa volta, nel mausoleo di famiglia. Mentre Aria, Hanna ed Emily decidono di partecipare alla veglia, Spencer, non riuscendo a gestire la situazione creatasi con Toby, se ne va urlando contro il fratellastro.
Aria, avendo litigato con Ezra e non ricevendo più nessuna notizia da parte sua, si rifugia nel suo appartamento, dove poco dopo arriva Wesley. I due cominciano a parlare e Aria scopre che, come Ezra, anche Wesley vorrebbe lasciare la famiglia.
Hanna accompagna Caleb nella vecchia casa in cui crebbe da piccolo e qui conosce suo zio Jamie, nei cui confronti Caleb si dimostra freddo e distaccato. Una volta tornati a casa Marin, Hanna consegna a Caleb una foto che le ha lasciato proprio lo zio Jamie: la ragazza, notando alcuni dettagli, confessa a Caleb di pensare che quello, in realtà, sia suo padre e non suo zio, ma il ragazzo, sconvolto dalla cosa, se ne va.
Emily scopre che la foto di Wilden presente in centrale, quella che dimostra che il detective si trovava nello stesso luogo di Ali durante l’estate precedente alla sua scomparsa, è sparita. Successivamente, dopo aver ricevuto da A alcune delle cartoline messe da lei stessa nella bara di Alison tempo prima, la ragazza decide di tornare in terapia dalla dottoressa Sullivan, sia per fare chiarezza riguardo a quanto successo con Lyndon, sia per cercare di stare meglio con se stessa. Durante la seduta, la dottoressa consiglia a Emily di sottoporsi all'ipnositerapia e la ragazza, acconsentendo, scopre una realtà che la sconvolge: quella fatidica notte, fu lei a uccidere Ali.
Spencer, ancora sconvolta per quanto scoperto riguardo Toby, non vuole perdere le speranze e così paga Miles Corwin, un investigatore privato, per scoprire cosa apra la chiave trovata precedentemente da Hanna. Arrivata all'appartamento indicatogli da Miles, però, tutte le sue speranze vanno in frantumi: esso è stato infatti ripulito.
Al mausoleo dei DiLaurentis, Jason, Aria, Hanna ed Emily stanno onorando la memoria di Alison quando, sconvolta, arriva Spencer, che fa delle rivelazioni scottanti riguardo ad Ali, rivelando a Jason che, molto probabilmente, sua sorella era rimasta incinta di Wilden.
 Poco dopo, rimasta sola nel mausoleo, Spencer trova la tomba della madre di Toby, sopra alla quale incide il nome del ragazzo.
Sconcertate dall'atteggiamento di Spencer, le ragazze escono dal mausoleo ed Emily capisce che, a causa dell’ipnositerapia, i suoi ricordi riguardanti la notte della scomparsa di Ali e la notte in cui si è ritrovata drogata al cimitero si sono mischiati. Facendo chiarezza, capisce che non ha ucciso lei Alison e che ad aiutarla ad aprire la tomba dell’amica, quella fatidica notte, c'era un membro del gruppo di A, mentre a osservarli c’era una ragazza bionda che indossava un cappotto rosso: colei che comanda tutto.
A, intanto, entra in un bar a comprare del whisky.
- Guest star: Annabeth Gish (Anne Sullivan), Drew Van Acker (Jason DiLaurentis), Gregg Sulkin (Wesley Fitzgerald), Andrew Elvis Miller (Miles Corwin), Bernard Curry (Jamie Doyle), Nia Peeples (Pam Fields).
- Ascolti USA: telespettatori 2 750 000[18]

## Che fine fanno i cuori infranti?
- Titolo originale: What Becomes of the Broken-Hearted
- Diretto da: Ron Lagomarsino
- Scritto da: Oliver Goldstick e Francesca Rollins

### Trama
Preoccupate per le condizioni di Spencer, le ragazze provano ad andare avanti e Hanna, nonostante non riceva il supporto dalle altre, decide di incontrare nuovamente Jamie, sempre più convinta che quello non sia lo zio bensì il padre di Caleb. Dopo aver ricevuto la conferma voluta, Hanna informa della notizia Caleb che, dopo un'iniziale sfuriata contro la ragazza, alla fine accetta di incontrare il padre per poterci parlare. Dopo un inizio freddo, le cose vanno per il meglio e Hanna riesce anche a convincere sua madre a intercedere tra Jamie e il reverendo Ted, per incaricare l'uomo di ricostruire il campanile della chiesa. Una volta che Jamie ha ottenuto il lavoro, tutti si recano a festeggiare a casa di Hanna, dove però, con molta sorpresa e delusione, quest’ultima scopre che Jamie ha rubato dei soldi dalla cassetta delle offerte in chiesa.
Per aiutare Wesley a prendere le distanze dalla sua famiglia, Aria accetta il lavoro che CeCe le ha offerto, facendosi aiutare dal ragazzo ma, durante i preparativi, la Drake nota una strana intesa tra i due e così, con uno stratagemma, li lascia soli. Alla fine, tornati a casa di Aria, dove la ragazza invita Wes a rimanere per la notte, i due giovani finiscono per baciarsi.
Spencer, sempre più sconvolta dalla notizia di Toby, riceve un avvertimento da parte di A: non deve dire niente alle sue amiche, altrimenti una di loro farà una brutta fine. Inoltre, Spencer ha perso il posto nella squadra del Dechatlon Accademico e, pertanto, sfruttando la visita di Wren (mandato lì da Mona perché preoccupata per la salute mentale di Spencer), la ragazza decide di presentarsi sul posto della gara, dove alla fine attacca Mona davanti a tutti, mostrando segni di insania mentale. Poco dopo, Melissa inizia a fare strane domande a Spencer, per scoprire dove fosse stata quella sera, quindi Wren, preoccupato, copre Spencer con la sorella ma, subito dopo, le dice che ha bisogno di aiuto.
Emily si avvicina a Jason dopo le rivelazioni di Spencer e, insieme, dopo essere passati da casa del ragazzo, i due si recano nel nuovo ufficio di Kenneth. Qui, dopo aver scoperto che quella famosa estate, oltre ad Alison anche CeCe passò del tempo con Wilden, nonostante, in precedenza, la ragazza avesse negato ogni legame con il detective, Jason ricorda di aver visto proprio CeCe parlare con Melissa, la notte in cui Ali sparì. Uscendo dall’ufficio, i due rimangono chiusi in ascensore e, dopo essere riuscito a far uscire Em, Jason precipita giù con tutta la cabina. Impaurita, Emily avverte le amiche, che subito si precipitano in ospedale, dove Jason ha confermato a Emily che qualcuno sta cercando di ucciderlo. Quando le Liars entrano nella stanza d’ospedale del ragazzo tutte insieme, però, scoprono che Jason è sparito.
Due membri dell’A-Team stanno giocando con quattro bottiglie di whisky che hanno incollate sopra le foto di Emily, Hanna, Aria e Spencer; alla fine, brindano bevendo proprio da quella di quest'ultima.
- Guest star: Julian Morris (Wren Kingston), Torrey DeVitto (Melissa Hastings), Drew Van Acker (Jason DiLaurentis), Vanessa Ray (CeCe Drake), Gregg Sulkin (Wesley Fitzgerald), Bernard Curry (Jamie), Brandon W. Jones (Andrew Campbell).
- Ascolti USA: telespettatori 2 410 000[19]

## Acqua bollente
- Titolo originale: Hot Water
- Diretto da: Chad Lowe
- Scritto da: Andy Reaser

### Trama
Aria arriva a casa di Ezra e finalmente lo rivede, dopo che lui non l’aveva mai chiamata mentre si trovava da Maggie e Malcolm, per chiarire la loro delicata questione. Alla fine, i due ragazzi riallacciano il loro rapporto, ma Aria nutre dei dubbi riguardo a questa nuova situazione. Per giunta, la madre di Ezra, che pagava l'affitto a Maggie per tenerla lontano dal figlio, ha deciso, dopo il loro incontro, di smettere di sovvenzionarla e di vendere la casa dove Maggie abitava, in pratica sfrattandola.
Emily si reca con Hanna e Paige al negozio di costumi, per scoprire chi abbia comprato, la notte di Halloween, quello da Regina di Cuori, indossato da colui/colei che aveva cercato di uccidere Aria nella cassa. Qui, Emily scopre che Paige ha avuto una storia estiva con la commessa del negozio, Shana Fring, mentre lei piangeva la morte di Maya.
Spencer inizia a uscire con Wren per cercare di dimenticare Toby; una volta tornata a casa, la ragazza decide di rilassarsi facendosi una sauna, ma purtroppo vi rimane intrappolata dentro, dal momento che A blocca la porta, lasciandole scritto anche un messaggio sullo specchio. Alla fine, Spencer viene salvata solo dall'arrivo fortunoso di Aria.
Wilden minaccia Ashley di far tacere Hanna qualora la donna non riesca a convincere la figlia e le sue amiche di smetterla di indagare sulla morte di Ali. Dopo un’agitata discussione in un bosco, la donna investe il detective con la propria macchina, quindi scappa. Una volta tornata a casa, Ashley comunica l'accaduto alla figlia, con la quale decide di recarsi sul luogo dell'incidente. Una volta lì, però, le due non trovano più il corpo di Wilden: il detective, infatti, è scomparso, ma non la sua macchina della polizia, che ha registrato, tramite un computer presente a bordo, tutto l'accaduto.
Intanto, A mette su della musica, poi taglia quattro rose e le dispone in una corona funebre con la scritta "my deepest sympathy” (le mie più sentite condoglianze).
- Guest star: Mary Page Keller (Dianne Fitzgerald), Bryce Johnson (Darren Wilden), Torrey DeVitto (Melissa Hastings), Vanessa Ray (CeCe Drake), Lindsey Shaw (Paige McCullers), Julian Morris (Wren Kingston).
- Ascolti USA: telespettatori 2 612 000[20]

## Lontano dagli occhi, lontano dal cuore
- Titolo originale: "Out of Sight, Out of Mind"
- Diretto da: Melanie Mayron
- Scritto da: Jonell Lennon

### Trama
Malcolm e Maggie si trasferiscono a Rosewood e Aria continua ad avere sempre più difficoltà ad affrontare la situazione creatasi.
Emily, dopo che Spencer ha rivelato la verità su Toby e il Team di A anche alle amiche, non vuole credere che il ragazzo sia coinvolto nelle oscure faccende del loro stalker, pertanto decide di mettersi a cercarlo. Toby, allora, le manda un messaggio per chiederle di incontrarsi in un capanno, ma alla fine non si presenta e, al suo posto, la Liar trova un necrologio con la foto dello stesso Toby. Inoltre, Emily conosce un collega di lavoro del ragazzo, che la chiama per nome senza che lei glielo abbia rivelato.
Ashley è ancora sconvolta per aver investito il detective Wilden, per cui invita Hanna a non farne parola con le sue amiche. La ragazza, però, alla fine lo rivela ad Aria, a cui chiede aiuto per liberarsi della macchina dell’uomo, macchina che A ha fatto recentemente trovare a Hanna nel suo garage.
A Spencer viene recapitata una corona funebre con la scritta "my deepest sympathy” (le mie più sentite condoglianze), con allegato un biglietto da parte di A, che l'avverte che una persona vicino a lei ora la pagherà cara, visto che la ragazza ha rivelato il coinvolgimento di Toby nell'A-Team alle amiche. Spencer nota che la frase sullo striscione è scritta tutta in lucido, tranne due lettere, la E e la M, che sono invece scritte in opaco. La ragazza, convinta che l'amica Emily sia ora in pericolo, decide di seguire Mona in un bosco, dove successivamente trova un corpo con il casco in testa e sul fianco lo stesso tatuaggio che aveva Toby. Subito dopo, sente la voce di Mona, allora Spencer comincia a inseguirla ma, non trovandola, prende a vagare in preda alla disperazione nel bosco. 
Emily, intanto, è nel luogo dove Toby le aveva dato appuntamento, ma una volta li non vede Toby. Vede però di nuovo un collega di Toby, che sapeva il suo nome senza che lei glielo avesse detto.
Spencer viene trovata la mattina dopo in stato di shock e sporca di sangue da uno sceriffo della zona, che alla fine la porta al manicomio Radley.
Un pescatore trova un cappello della polizia in un fiume della zona.
- Guest star: Bryce Johnson (Darren Wilden), Larisa Oleynik (Maggie), Nia Peeples (Pam Fields).
- Ascolti USA: telespettatori 2 710 000[21]

## Il cerchio si spezzerà?
- Titolo originale: Will the Circle Be Unbroken?
- Diretto da: Ron Lagomarsino
- Scritto da: Joseph Dougherty

### Trama
Le Liars sono a scuola e, preoccupate, si chiedono dove sia finita Spencer. Proprio in quel momento, giunge sul posto Melissa, accompagnata dal preside, che dice alle ragazze che Spencer non è tornata a casa, la notte scorsa, e che chiamerà la polizia se anche loro non sanno nulla.
Nel frattempo Spencer, che si trova al Radley, si rifiuta di dire il proprio nome, fingendo di avere un'amnesia, così che nessuno possa avvertire la sua famiglia. Successivamente, la ragazza incontra all'istituto psichiatrico la dottoressa Sullivan, che rimane di stucco quando vede che Spencer si trova lì. La ragazza le confessa allora di aver visto il corpo di Toby nel bosco, ma la dottoressa fatica a crederle.
Grazie alla sua permanenza al Radley, Spencer ascolta alcune cose che l'infermiere Eddie Lamb si lascia sfuggire, come ad esempio il fatto che qualcuno permetteva l'accesso alla struttura a gente non autorizzata.
Wilden ricompare a Hanna e a Ashley e successivamente dice alla ragazza che l'unica cosa che vuole è la sua auto, poi le lascerà in pace.
Mona va a trovare Spencer e le dice che per risolvere i loro problemi hanno bisogno di lei.
Si scopre che il nuovo covo di A è una specie di camper.
- Guest star: Annabeth Gish (Anne Sullivan), Torrey DeVitto (Melissa Hastings), Edward Kerr (Ted), Reggie Austin (Eddie Land), Bryce Johnson (Darren Wilden), Missy Franklin (se stessa).
- Ascolti USA: telespettatori 2 559 000[22]

## Sono il tuo burattino
- Titolo originale: I'm Your Puppet
- Diretto da: Oliver Goldstick
- Scritto da: Oliver Goldstick e Maya Goldsmith

### Trama
Le ragazze vanno a trovare Spencer al Radley, ma quest'ultima si dimostra distaccata. Poco dopo, anche la mamma di Spencer va a trovarla e le racconta che Alison, tre settimane prima della sua scomparsa, si era ferita al labbro, ma non aveva voluto spiegarle chi l'avesse colpita.
Più tardi, l'infermiere Eddie procura a Spencer un gioco da tavolo il cui tabellone è stato modificato, probabilmente da Mona. Il tabellone, infatti, rappresenta una mappa che conduce, attraverso una finestra dalla quale è possibile uscire, a un'altra ala del Radley: Spencer, andandoci di notte, incontrerà proprio Ali, anche se non è chiaro se si tratti di una visione o della realtà. Poco dopo, Spencer troverà, aiutata dalla stessa Alison, la divisa da infermiera che Mona utilizzava spesso per uscire di nascosto dal Radley e un passe-partout appartenuto a CeCe, autorizzato da Wren, con il quale la ragazza si recava spesso a far visita a Mona. Successivamente, Wren racconta a Spencer che CeCe aveva avuto un litigio con Ali, prima della sua morte, quindi, secondo lui, avrebbe potuto aiutare Mona a superare gli atti di bullismo che Alison le aveva inferto durante gli anni del liceo. Inoltre, il ragazzo le comunica che è stata proprio Melissa a informare CeCe che Mona era ricoverata al Radley.
Nel frattempo, le altre tre ragazze si recano all'obitorio per verificare se il corpo ritrovato dalla polizia sia davvero quello di Toby e scoprono che non è così.
Hanna rivela a Caleb che probabilmente suo padre Jamie sta rubando nella chiesa in cui lavora e il ragazzo, dopo un’accesa discussione, caccia via l’uomo da Rosewood. Solamente più tardi, Hanna scoprirà che quello, in realtà, era tutto un piano architettato da A per mettere Caleb contro il padre da poco ritrovato.
Aria va a prendere Malcolm a lezione di karate, ma scopre che il bambino è già andato via con qualcuna che si è spacciata per lei. Malcolm si trova infatti al lunapark con A e, quando Aria finalmente lo ritrova, il bambino le dice di essere stato per tutto quel tempo con la sua amica Alison.
Nella scena finale, si vede Spencer con in mano due biglietti per il lunapark: era lei, con Malcolm, quel pomeriggio! La ragazza ha infatti accettato di entrare nel Team di A, ovviamente da infiltrata, per conoscerne i segreti.
- Guest star: Julian Morris (Wren Kingston), Lesley Fera (Veronica Hastings), Bernard Curry (Jamie Doyle), Reggie Austin (Eddie Land), Nia Peeples (Pam Fields).
- Ascolti USA: telespettatori 2 410 000[23]

## Un gioco pericoloso
- Titolo originale: A Dangerous GAme
- Diretto da: Patrick Norris
- Scritto da: I. Marlene King

### Trama
Spencer esce dal Radley e invita le sue amiche in una baita sperduta in mezzo ai boschi, la baita di Thornville, per festeggiare il suo ritorno a casa.
Jenna, appena tornata a Rosewood, mentre viene spiata da A, chiede al suo interlocutore di potersi incontrare: stava parlando con Shana, che altri non è che una vecchia amica d’infanzia di Alison, trasferitasi da poco in città e con cui Paige aveva avuto un breve flirt estivo; la ragazza lavora in un negozio che vende abiti in maschera e ora sembra aver intrapreso una relazione amorosa con Jenna.
Nel frattempo, Hanna accetta il lavoro come baby sitter per Malcolm, mentre Aria dirà definitivamente addio a Ezra, in quanto i due non potranno più stare assieme, se lui tornerà a insegnare al liceo dove lei attualmente studia per aiutare economicamente Maggie.
Spencer si spaccia per Mona, riuscendo così a incontrare Toby, che ovviamente è ancora vivo. I due, finalmente, hanno un chiarimento: Toby, per tutto quel tempo, ha lavorato con Mona solo per proteggere Spencer. Per la notte, si rifugiano in un motel (uno dei tanti in cui Toby si rifugiava) e fanno l'amore.
Emily, intanto, si imbatte per caso in Melissa e di nascosto la spia, scoprendo che la ragazza si vede in gran segreto con Jenna e Shana.
Malcolm mostra a Hanna una foto di Spencer, dicendole che è lei l'amica di Aria con la quale è stato al lunapark. Le ragazze capiscono così che Spencer sta facendo il doppio gioco, quindi la mettono con le spalle al muro e lei confessa tutto. Insieme, alla fine, le quattro amiche attuano un piano alle spalle di Mona per scoprire chi sia in realtà Cappotto Rosso, colei che dirige le operazioni del Team di A.
Toby, Mona e Spencer si ritrovano sul luogo della festa, a Thornville, in attesa dell’arrivo delle ragazze. Poco dopo, Toby porta Spencer nel bosco, come il piano prevede, mentre le altre tre ragazze incastrano Mona, ma nel frattempo la baita di Thornville inizia a bruciare, con Hanna, Emily, Aria e Mona intrappolate all'interno. Sarà proprio Cappotto Rosso a portare fuori le ragazze svenute e a salvare loro la vita. Hanna, mentre si sta riprendendo, vede il volto della ragazza misteriosa: è Alison. Anche Mona e Spencer dicono di averla vista, ma nessuna riesce a capire come sia possibile che Cappotto Rosso sia proprio lei.
Intanto, Toby si trova ancora nel bosco, dove intravede una figura femminile ma, prima che possa vederla bene in viso, viene tramortito con un colpo alla testa da qualcuno che gli era alle spalle.
Nel tragitto di ritorno a casa, Mona rivela alle Liars di essere stata presente con Emily al cimitero (puntata 3x01) e che si trovava lì anche Cappotto Rosso, però camuffata e con in viso la maschera di Alison, per questo motivo non sa chi essa sia con certezza.
Tornate a Rosewood, le cinque ragazze rimangono tutte quante allibite di fronte alla macchina di Wilden, abbandonata in mezzo alla piazza, restando ancora più scioccate quando trovano in auto un video che mostra che, ad aiutare il detective a rialzarsi dopo l'incidente con Ashley, furono proprio Jenna e Shana. 
Suoni di SMS per tutte, stavolta anche per Mona: è A, che dice alle ragazze "Siete mie, ora. Baci. -A". Alla fine, le cinque aprono il portabagagli dell'auto di Wilden e rimangono sconvolte.
In un flashback, la mano uscita dal terreno nella puntata di Halloween viene stretta da un'altra mano.
- Guest star: Bryce Johnson (Darren Wilden), Torrey DeVitto (Melissa Hastings), Aeriél Miranda (Shana), Tammin Sursok (Jenna Marshall), Keegan Allen (Toby Cavanaugh).
- Ascolti USA: telespettatori 2 874 000[24]